# Lamsfeld (Schwielochsee)

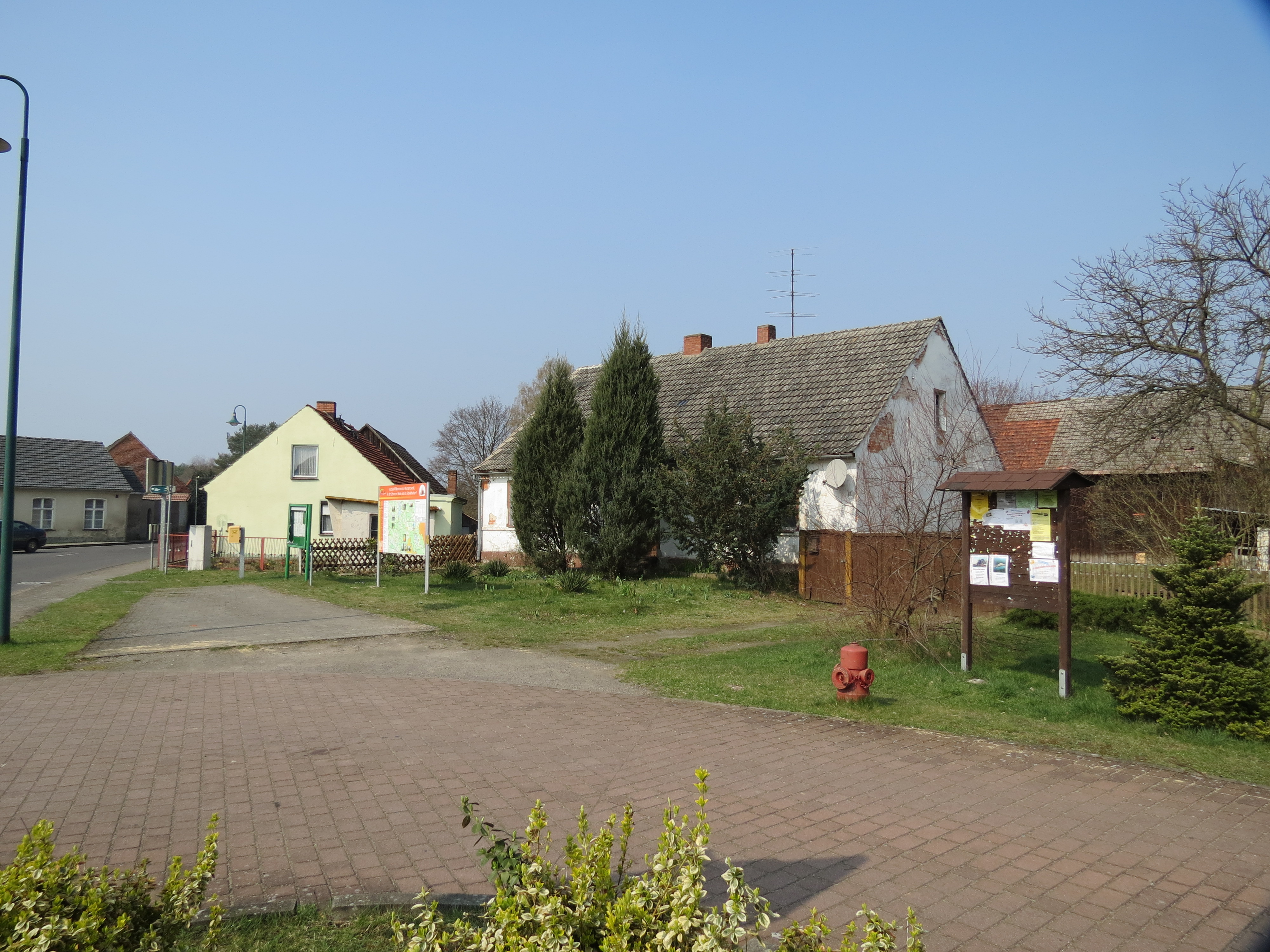
Lamsfelder Dorfstraße

Lamsfeld (niedersorbisch Njagluz,) ist ein bewohnter Gemeindeteil im Ortsteil Lamsfeld-Groß Liebitz der Gemeinde Schwielochsee (Landkreis Dahme-Spreewald, Brandenburg). Die Gemeinde Schwielochsee wird vom Amt Lieberose/Oberspreewald verwaltet. In der frühen Neuzeit war Lamsfeld Namengeber und Hauptort der sog. Lamsfeldschen Güter, einem nicht zusammenhängenden Besitzkomplex von vier Dörfern (Lamsfeld, Jessern, Jamlitz und Staakow), die heute nicht nur auf drei Gemeinden, sondern sogar auf zwei Landkreise, den Landkreis Dahme-Spreewald und den Landkreis Spree-Neiße verteilt sind. Lamsfeld war bis zum Zusammenschluss 1974 mit Groß Liebitz eine eigenständige Gemeinde.

## Geographie
Lamsfeld liegt rund 5,5 km westlich von Lieberose, knapp 14 km südwestlich von Friedland und etwa 23 km ostnordöstlich von Lübben (Spreewald). Die Gemarkung von Lamsfeld grenzt im Norden an Jessern (Ortsteil der Gemeinde Schwielochsee), im Nordosten an Doberburg (Ortsteil der Stadt Lieberose), im Osten an die Gemarkung der Kernstadt Lieberose, im Süden an die Gemarkung von Groß Liebitz und im Westen an Mochow (beide genannten Orte sind Ortsteile der Gemeinde Schwielochsee).

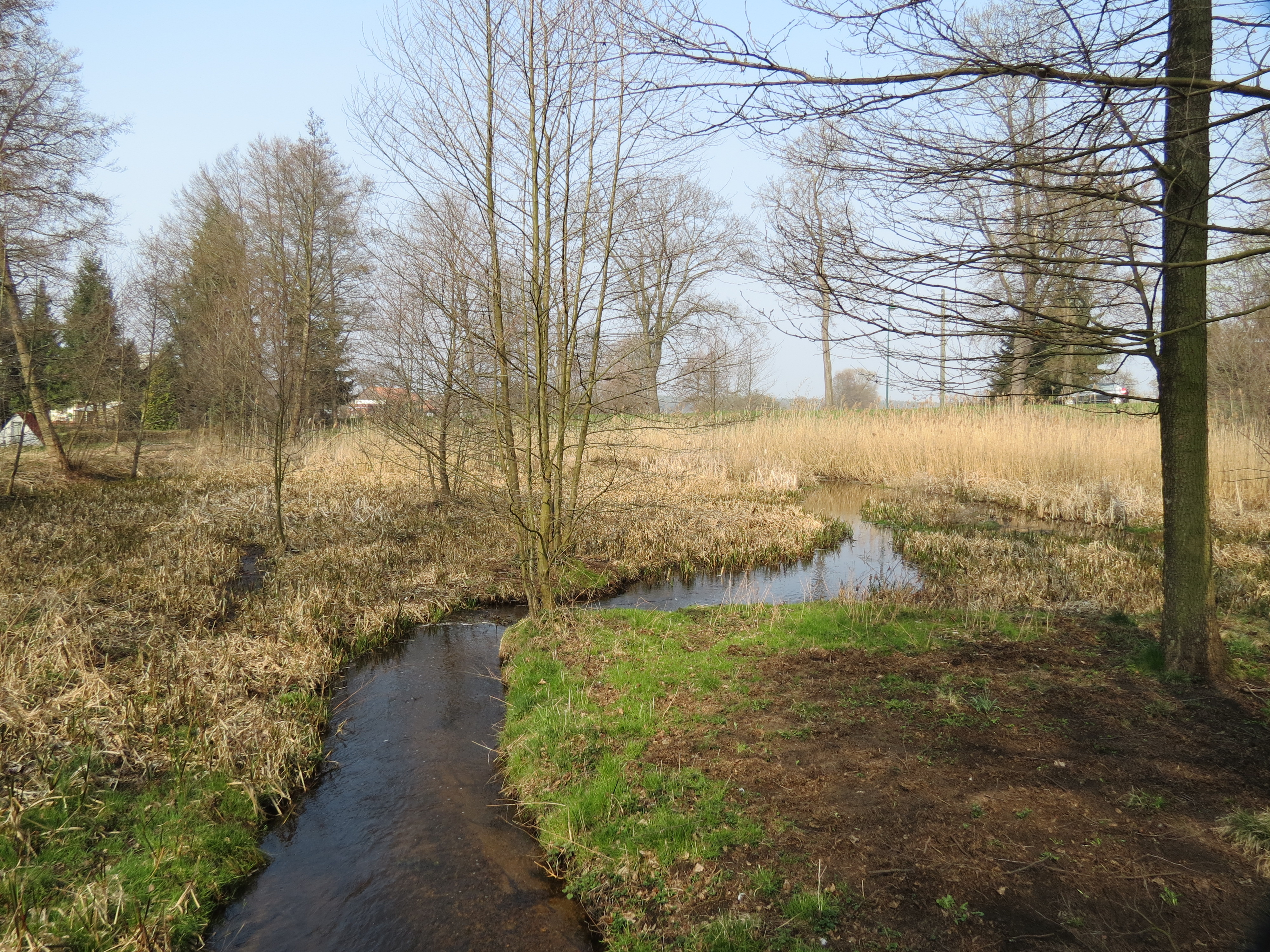
Baroldfließ bei Lamsfeld

Höchster Punkt ist ein Berg im nordöstlichen Teil der Gemarkung mit 97,7 m, tiefster Punkt der Mochowsee mit 44,9 m. Nordwestlich vom Ortskern von Lamsfeld erreichen die Kesselberge eine Höhe von knapp 70 m. Einziges nennenswertes Fließgewässer ist das von der Gemarkung Groß Liebitz (bzw. der ehemaligen Gemarkung von Klein Liebitz) kommende Barolder Mühlenfließ, das sich nördlich von Lamsfeld mit einem aus dem Großen Mochowsee kommenden Fließ vereinigt und bei Doberburg in das Lieberoser (oder Doberburger) Mühlenfließ mündet. Zur Gemarkung Lamsfeld gehört der Große und der Kleine Mochowsee.

## Geschichte
Lamsfeld taucht 1449 erstmals als Lamßfeldt in einer Urkunde auf. Der Name ist wahrscheinlich von einem Personennamen *Lamm abgeleitet, einer Koseform zu Namen wie Lambert, Lambhart und Lambrecht. Eine Ableitung von Lamm = Schaf ist weniger wahrscheinlich. Es war Rittersitz und ab Mitte des 16. Jahrhunderts Hauptort einer kleinen, nicht zusammenhängenden Herrschaft bestehend aus vier Dörfern: Lamsfeld, Jamlitz, Jessern und Staakow. Meist wurde dieser Besitzkomplex als die Lamsfeldschen Güter oder die Zaucheschen Güter tituliert, nur sehr selten ist von einer Herrschaft die Rede. Sie hatte nie einen Sitz in der Herrenkurie der Niederlausitzer Ständeversammlung und erfüllt auch sonst nicht die Kriterien einer Herrschaft.
Nach Rudolf Lehmann soll Lamsfeld seiner Struktur nach ein Sackgassendorf gewesen sein. Dies ist nicht richtig. Durch Lamsfeld hindurch führte die (auch) im Mittelalter wichtige Straße (heutige B 320) von Lübben nach Lieberose. Es war somit ein Straßendorf.

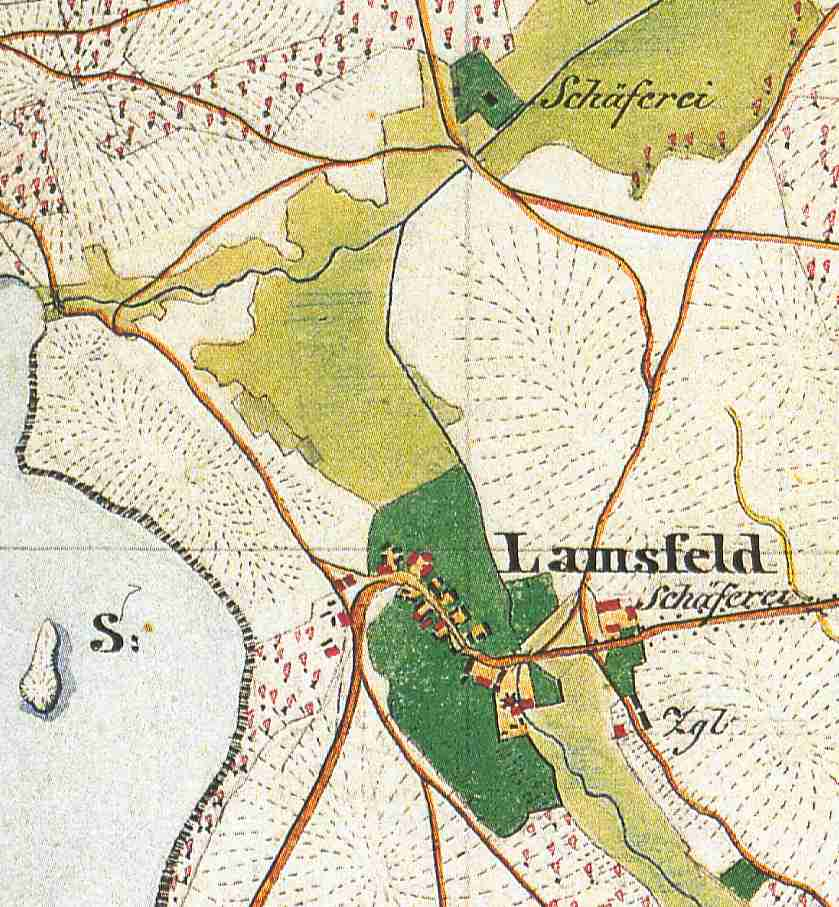
Lamsfeld auf dem Urmesstischblatt 4051 Lieberose von 1846; mit Ziegelei, Schäferei beim Ort, Lamsfelder Mühle und Schäferei am Barolder Mühlenfließ

1708 lebten elf Kossäten und ein Büdner in Lamsfeld, zehn Jahre später sind es zehn Kossäten und ein Büdner. Das Dorf hatte eine Schatzung von 1100 Gulden, ein hoher Wert im Vergleich zu benachbarten Dörfern. 1723 werden elf Untertanen (und ihre Familien) genannt.
Im Siebenjährigen Krieg schlug der österreichische General Hadick am 30. August 1759 sein Lager bei Lamsfeld auf. Nur wenige Kilometer westlich davon in Waldow hatte Friedrich II. sein Hauptquartier. Es kam in dieser Zeit zu keinen nennenswerten Kampfhandlungen.
Das Schmettausche Kartenwerk von 1767/87 verzeichnet etwa mittig zwischen Lamsfeld und Groß Liebitz, aber noch auf Lamsfelder Gemarkung die Alte Ziegel Scheune. Die Wassermühle nahe dem Ort am Baroldfließ ist bereits vermerkt, ebenso die Schäferei am Baroldfließ, aber einige hundert Meter nördlich des Ortskerns; es fehlt aber (noch) die Schäferei östlich des Ortskerns. 1795 wohnten auch drei Freihäusler im Dorf. 1803 lebten elf Ganzkossäten und fünf Häusler oder Büdner im Ort. Nach der Topographisch-statistischen Uebersicht des Regierungsbezirks Frankfurth a. d. O. von 1820 (Angaben von 1818) bestand Lamsfeld aus 16 Häusern, in denen 144 Menschen lebten. Die Wassermühle ist nicht erwähnt. Schumann beschreibt dagegen für 1830 eine kleine Mahl- und Sägemühle und die Schäferei mit 800 Tieren, die mit der Schäferei in Klein Liebitz kombiniert war. Beide zusammen waren für 1400 Taler verpachtet. Auch in der Topographisch-statistischen Uebersicht des Regierungsbezirks Frankfurth a. d. O. 1844 ist die Wassermühle wieder nicht erwähnt. Das Dorf hatte 24 Häuser, in denen 225 Einwohner lebten. Dagegen ist im Urmesstischblatt von 1846 die Wassermühle eingezeichnet. Ihr gegenüber auf der anderen Seite des Baroldfließes gab es eine Ziegelei. Östlich des Ortskern und des Baroldfließes, bereits wieder auf der Höhe wurde eine Schäferei eingerichtet. Immer noch vorhanden ist die Schäferei einige hundert Meter nördlich des Ortskerns am Baroldfließ.

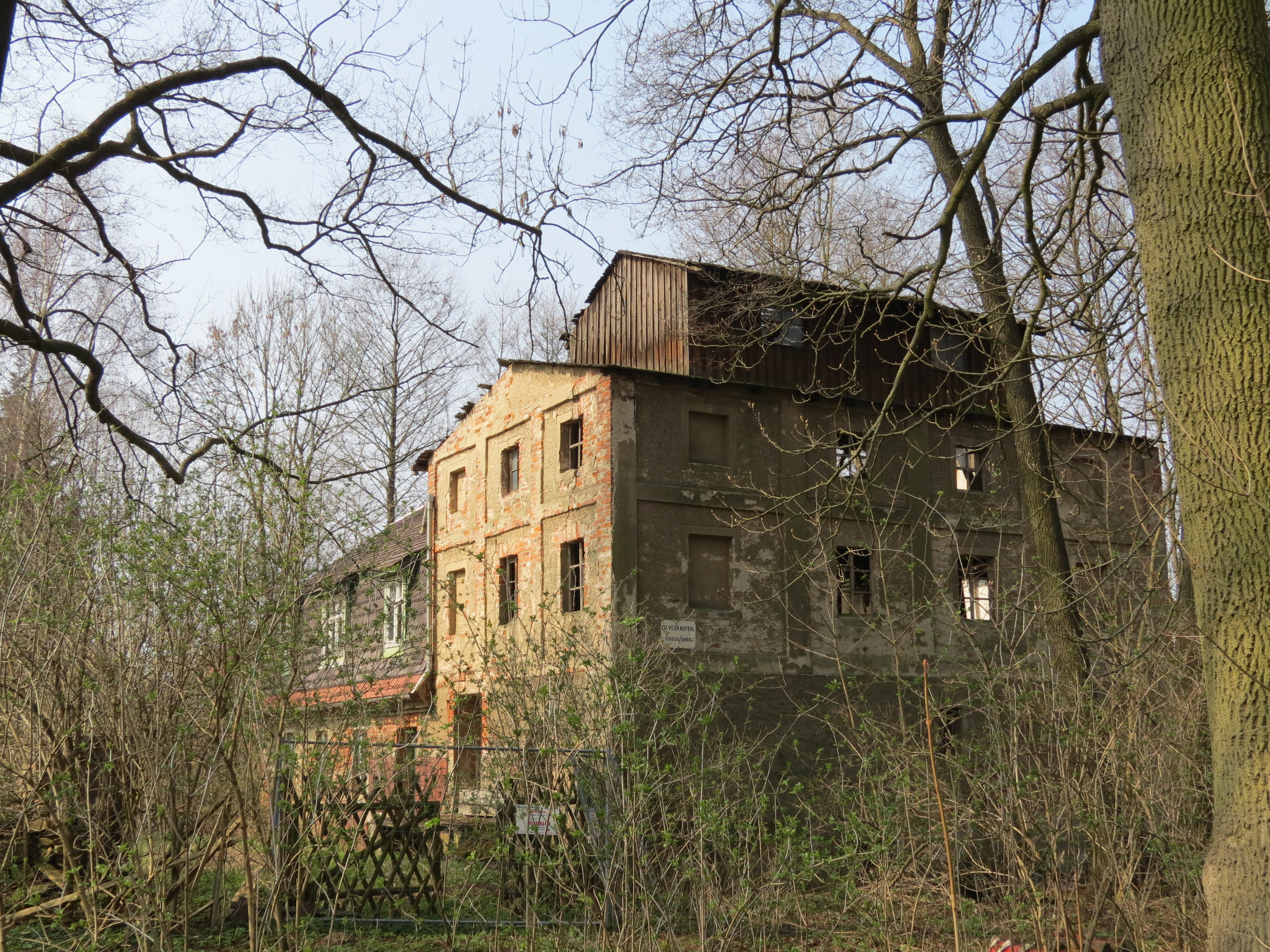
Ehemalige Wassermühle am Baroldfließ

 Besitzer der Wassermühle war 1860 ein gewisser Kohl. 1864 wird Lamsfeld als Dorf mit einem ausgebauten Gehöft, einer Wassermühle, einer Ziegelei und einer Schäferei beschrieben. In 29 Häusern lebten 268 Menschen.
| Bevölkerungsentwicklung von 1818 bis 1971 | Bevölkerungsentwicklung von 1818 bis 1971 | Bevölkerungsentwicklung von 1818 bis 1971 | Bevölkerungsentwicklung von 1818 bis 1971 | Bevölkerungsentwicklung von 1818 bis 1971 | Bevölkerungsentwicklung von 1818 bis 1971 | Bevölkerungsentwicklung von 1818 bis 1971 | Bevölkerungsentwicklung von 1818 bis 1971 | Bevölkerungsentwicklung von 1818 bis 1971 | Bevölkerungsentwicklung von 1818 bis 1971 | Bevölkerungsentwicklung von 1818 bis 1971 | Bevölkerungsentwicklung von 1818 bis 1971 |
| ----------------------------------------- | ----------------------------------------- | ----------------------------------------- | ----------------------------------------- | ----------------------------------------- | ----------------------------------------- | ----------------------------------------- | ----------------------------------------- | ----------------------------------------- | ----------------------------------------- | ----------------------------------------- | ----------------------------------------- |
| Jahr                                      | 1818                                      | 1846                                      | 1871                                      | 1890                                      | 1910                                      | 1925                                      | 1939                                      | 1946                                      | 1950                                      | 1964                                      | 1971                                      |
| Einwohner                                 | 144                                       | 220                                       | 282                                       | 272                                       | 198                                       | 200                                       | 199                                       | 298                                       | 267                                       | 173                                       | 159                                       |

Nach dem Zweiten Weltkrieg wurden in Lamsfeld neun Neubauernstellen geschaffen. 1960 wurde in Lamsfeld die Landwirtschaftliche Produktionsgenossenschaft Typ I „Möllengrund“ gegründet. 1951 wurde das Schulkombinat Goyatz-Zaue-Lamsfeld eingerichtet.

### Frühe Besitzgeschichte
1449 wird in einer Liste der Erbarmannschaft in der Lausitz Erhart Morring zcu Lamßfelt als Besitzer des Dorfes genannt. Danach muss es an die Familie von Beuden verkauft worden sein, denn am 4. Dezember 1484 verkauften Hans von Chlum und seine Söhne Hans, Georg und Siegmund auf Neu Zauche das Dorf Gawentz (Goyatz) an die Brüder Bernt, Hans und Erasmus Bewdin zcu Lamesfelt. Damals gehörte das Dorf Jessern wahrscheinlich noch nicht zum Gut Lamsfeld, denn es war 1470 (bereits) im Besitz eines Hans von der Zauche, der dort seinen Rittersitz hatte.

### Die Lamsfeldschen Güter kommen an die Familie von der Zauche
Nach dem Tod von König Vladislav II. belehnte der Landvogt Heinrich Tunkel von Bernitzko am 30. März 1517 die drei Brüder Christoph, Friedrich und Georg von der Zauche mit ihren Lehngütern, nämlich „Lambsfeldt, Gemnitz, Stacken, Geßern, die zins zum Bernbruch mit mühlen, weinbergen, das fließ zum Geßern, von der Doberbuschen grentze bis an des richters were zum Geßern, die rohrend in dem Zwielo und umb die Splaw und den werder zwischen dem alten Geßern und Milow im Zwilo gelegen und im Zwielo und Wobinow mit vier kähnen und allen gezeuge, wie sie das gebrauchen können oder mögen, sembtlich und sonderlich ungehindert frey zu fischen, und das gut Gros-Lein und den pusch die Nackopenge genannt, wie der in seinen reinen grentzen begrieffen, zwischen Leipchol und Glietz gelegen, und auch die nawe mühle zwischen Golin und Brisck, das Gurge Zauche von Hans Lukawen recht und redlich erkauft und ahn sich bracht.“ Da es sich um eine Belehnung nach einem Wechsel in manu dominante handelte, also keine Neubelehnung nach Erwerb, dürften die drei Brüder von der Zauche schon einige Jahre vorher im Besitz der beschriebenen Güter gewesen sein. 1504/06 saß auf Jamlitz Heinrich von der Zauche, der damals beschuldigt wurde, den adligen Straßenräuber Andreas von Bomsdorf und Genossen beherbergt zu haben. Dieser hatte 1505 am Weinberg von Leibchel in einem spektakulären Überfall auf Georg Kune, den Sohn des Niclas Kune, Bürgermeisters von Frankfurt (Oder) 141 Gulden geraubt. 20 Gulden hatte er bei Friedrich von der Zauche hinterlegt. In welchem Verwandtschaftsverhältnis dieser Heinrich, Friedrich und der 1470 genannte Hans zu den drei oben genannten Brüder standen, ist nicht bekannt. Zu dem Lamsfeldschen Gut war also erst vor kurzem auch das Dorf Groß Leine hinzugekommen, das Georg von der Zauche von Hans Luckawen (Hans von Luckowin) gekauft hatte. Nach dem Tod des böhmisch-ungarischen Königs Ludwig II. in der Schlacht bei Mohács 1526 erhielten Friedrich und Georg einen neuen Lehnbrief über die oben genannten Güter. Christoph war in der Zwischenzeit wohl verstorben. Gegenüber dem Lehnbrief von 1517 waren lediglich noch Haferzinsen im Dorf Skuhlen (Schuhlen) hinzugekommen, die Georg von der Zauche von Hans von Luckowin gekauft hatte. Nach dem Tod des Friedrich erbte Georg schließlich auch noch dessen Teil und vereinigte den Zaucheschen Besitz wieder in einer Hand. Er kaufte von seinen Schwägern, den Brüdern Jacob und Dietrich von Köckeritz, ein Calauer Freihaus mit Weinberg vor der Stadt, das Dorf Göritz (heute Ortsteil der Stadt Vetschau/Spreewald) und das halbe Dorf Bolschwitz (heute ein Ortsteil der Stadt Calau), die er jedoch bald darauf (1542/43) wieder veräußern musste. Auch das Dorf Groß Leine verkaufte er nur wenig später an Friedrich d. Ä. von Streumen. Der Sohn Friedrich d. J. von Streumen beerbte den Vater, der anscheinend bald nach dem Verkauf gestorben war und erhielt am 14. Juli 1538 den Lehnbrief über Groß Leine. Am 6. November 1543 erwarb Georg dafür die Dörfer Plattkow (Ortsteil der Gemeinde Märkische Heide) und Wiese (Gemeindeteil im Ortsteil Schuhlen-Wiese der Gemeinde Märkische Heide). Letztere Orte wurden aber nicht an das Gut Lamsfeld angeschlossen, sondern durch einen eigenen Vogt verwaltet. Auch in etwa um dieselbe Zeit muss Georg von der Zauche die Orte Leeskow und Syckadel (= Siegadel) erworben haben. Zur Musterung der Ritterpferde und Männer der Niederlausitz am 19. April 1520 in Guben erschienen die von der Zauche mit einem Pferd und einem Fußknecht ohne Harnisch. Bei der Musterung von 1528 boten Friedrich und Georg von der Zauche ein Schützenpferd und zwei Fußknechte „mit handroren“ auf. Möglicherweise besaßen sie auch einen Anteil am Gut Leibchel, denn Georg von der Zauche schickte zusammen mit Valten Streumen und Arnt Robell zusammen ein Schützenpferd und einen Fußknechte mit „handrur“ zur Musterung von 1528. Valten Streumen und Arnt Robell schickten wegen des Gutes Leibchel noch einen weiteren Fußknecht, der aber nur mit einem Seitenmesser bewaffnet war. 1538 kaufte er von den Brüdern Jakob und Dietrich von Kötteritz das halbe Dorf Bolschwitz und erhielt am 14. Juli 1538 den Lehnbrief darüber. Vor 1543 verkaufte er allerdings das halbe Dorf Bolschwitz weiter an Heinrich von Zabeltitz auf Reuden. Georg von der Zauche war mit einer von Kötteritz verheiratet, deren Vorname nicht bekannt ist. Mit ihr hatte er sieben Töchter und einen Sohn Christoph, der den väterlichen Besitz erbte.
Christoph war mit einer Anna von Wulfen verheiratet; aus der Ehe gingen die beiden Söhne Hans und Abraham hervor sowie vier Töchter. Christoph von der Zauche wurde 1546 zum Vormund der Walpurgis von Löser, der Frau des Friedrich von Streumen auf Pretschen. In der Urkunde datiert vom 8. September 1546 erscheint er mit dem Zusatz „zum Jessern“. Mit den vom Vater erworbenen Dörfern Plattkow und Wiese hatte es sich großen Ärger eingekauft. Es kam zu ständigen Grenzstreitigkeiten mit den nördlich davon gelegenen zur Herrschaft Beeskow gehörenden Nachbarn der Dörfer Werder/Spree und Kossenblatt, die schließlich in Handgreiflichkeiten und „Scharmützeln“ endeten. Am 4. November 1575 verstarb Christoph von der Zauche, und am 15. September 1576 wurden seine Söhne Hans und der zu diesem Zeitpunkt noch minderjährige Abraham von der Zauche mit den väterlichen Gütern belehnt. Am 11. März 1582 verkauften sie Plattkow und Wiese an den kurbrandenburgischen Kämmerer Georg von Oppen, der damals Besitzer von Werder/Spree und Kossenblatt war. Die Brüder von der Zauche wurden einerseits den ständigen Ärger mit den nördlichen Nachbarn los, andererseits konnten sie auch ein wenig die Schuldenlast drücken. Der Kaufpreis betrug 9.250 Gulden. Der Verkauf der beiden Dörfer beinhaltete alles Zubehör, Seen und Fischereien, den „Enttenschlag“ und „Finckengertten“, die Mühlen und Windmühlgerechtigkeit, die obersten und niedersten Gerichte „zu Hand, und Halß, Leib und Leben“. Der Käufer Georg von Oppen war befreit von Ritterdiensten, die die von der Zauche auf Lamsfeld übernahmen. 1590 war Abraham von der Zauche verstorben und Hans mit dem Anteil seines Bruders belehnt worden. Hans war zweimal verheiratet. Der Name seiner ersten Frau ist nicht bekannt. Die zweite Ehe hatte er mit Anna von Löben geschlossen. Sie erhielt 1605 wegen ihres Ehegeldes in Höhe von 1000 Talern als Leibgedinge die Dörfer Jessern und Jamlitz, was der damalige Landvogt Anshelm Freiherr von Promnitz am 1. April 1605 bestätigte. Hans von der Zauche starb am 22. April 1622 ohne Lehenserben und das Lehen fiel an den Landesherren zurück. Am 1. Juni 1622 erging daher Weisung vom böhmischen König Matthias, das aperte Lehen der Witwe des kurbrandenburgischen Geheimen Rats Reichard III. von der Schulenburg, Marianne Hedwig geb. Burggräfin von Dohna und ihrem zweiten Mann David Heinrich Freiherr von Tschirnhaus einzuräumen.
Dem war vorausgegangen, dass der Vater des verstorbenen Richard vom Kaiser Rudolf II. bereits die Anwartschaft auf die Lamsfeldschen Güter gegen ein Darlehen von 10.000 Talern erhalten hatte. Es stellte sich aber im Nachhinein heraus, dass die Lamsfeldschen Güter mehr wert waren als 10.000 Taler und so verpflichtete sich Richard, die an den böhmischen Kammerrat Niclas von Nostitz bewilligten 2000 Taler Gnadengeld zu übernehmen. Falls Hans von der Zauche noch nicht ausgestattete Schwestern hinterlassen würde, sollte er Richard die gebührende Landesausstattung tun. Am 2. Mai 1595 ging die Zahlung über 10.000 Taler beim Kaiserlichen Hofzahlmeisteramt ein und wurde quittiert. Richard von der Schulenburg war zu diesem Zeitpunkt Besitzer der Herrschaften Lieberose, Lübbenau, Zauche und Straupitz. Am 25. Januar 1621 verstarb Richard noch vor dem Anfall der Lamsfeldschen Güter.
Sowohl Anna geb. Löben, Witwe des Hans von der Zauche wie auch ihr Schwiegersohn, Abraham von Mielen auf Weißack (Ortsteil der Gemeinde Märkische Heide), legten gegen die Entscheidung, die Lamsfeldschen Güter der Witwe des Richard (III.) von der Schulenburg zu übertragen, Einspruch ein. Anna brachte vor, dass ihr Jessern und Jamlitz zum Leibgedinge vermacht worden waren, Abraham von Mielen wandte ein, dass seine Frau, Dorothea geb. von der Zauche aus dem Lehen keine Ausstattung erhalten habe. Die Antwort auf diesen Einspruch ist leider nicht erhalten. Jedenfalls erging an den damaligen Verweser des Landvogtes die Anweisung die Einführung der Marianne Hedwig Burggräfin von Dohna und ihres Ehemanns David Heinrich Freiherr von Tschirnhaus vorzunehmen. Zwar beschwerten sich die Vormünder der Anna geb. von Löben dagegen erneut, doch auch hier ist die Antwort nicht bekannt.
Marianne Hedwig Burggräfin von Dohna trat am 1. Oktober 1643 die Herrschaft Lieberose und die Lamsfeldschen Güter an ihren Sohn Heinrich Joachim von der Schulenburg ab. Am 21. Januar 1649 genehmigte der sächsische Kurfürst Johann Georg I. die Umwandlung des Mannlehen Lamsfeld in Allod und Erbgut, sodass auch die Vererbung und Belehnung in das weibliche Geschlecht möglich wurde. Seither blieben die Lamsfeldschen Güter mit der Herrschaft Lieberose verbunden. Gerade im 19. Jahrhundert findet sich sogar häufig die Bezeichnung (Standes-)Herrschaft Lieberose-Lamsfeld. Heinrich Joachim wurde 1654 Landvogt der Niederlausitz, ein Amt, das er bis zur Auflösung dieses Amtes 1665 bekleidete.
Heinrich Joachim von der Schulenburg bestimmte 1665 die Herrschaft Lieberose und die Allod-Güter Lamsfeld, Siegadel, Trebitz und die sog. Zickoschen Güter (Niewisch, Pieskow und Speichrow) zum Majorat. Die zweite Frau von Heinrich Joachim, Eleonore Magdalene Gräfin zu Solms-Münzenberg erhielt die Herrschaft Lieberose, die Lamsfeldischen Güter, Syckadel, Trebitz und die sog. Zickoschen Güter zum Leibgeding, solange sie sich nicht wieder verheiratete. Heinrich Joachim von der Schulenburg starb am 2. Oktober 1665 ohne Leibeserben. Ihm folgte sein Vetter Achaz (II.) von der Schulenburg nach, der am 8. Oktober 1666 den Lehnseid wegen der in der Niederlausitz gelegenen Güter ablegte. Achaz war aber auch noch in der Altmark begütert (u. a. Beetzendorf) und kurbrandenburgischer Geheimer Rat und Erbküchenmeister sowie Landeshauptmann der Altmark. Er wurde 1667 in der Reichsfreiherrenstand erhoben. Achaz (II.) starb am 25. Juni 1680 in Beetzendorf.
Am 31. Januar 1681 leistete sein Sohn Levin Joachim die Erbhuldigung für die in der Niederlausitz ererbten Güter, darunter auch für die Lamsfeldschen Güter. Aufgrund von Lehensfehlern musste er bei der Sternberg’schen Lehnskurie in Prag erneut um die Belehnung nachsuchen und erhielt die Güter 1688 „ex nova gratia“ zurück. Levin Joachim starb am 17. Februar 1697 in Lieberose. Erbe war sein Bruder Hans Georg II. von der Schulenburg, ein in dänischen Diensten stehenden Generalleutnant. Dieser starb 1715 und hinterließ den Besitz, darunter eben auch die Lamsfeldschen Güter seinem Sohn Georg Anton. Dieser vermehrte seinen Besitz in der Niederlausitz weiter. Seine Ehe mit der Marquise le Roy de Valanglart blieb kinderlos.
Nach dem Tod des Georg Anton 1778 kam es zu einem Erbschaftsstreit. Georg Anton hatte nämlich die Allodialgüter den Kindern seiner Schwester Sofie Henriette Gräfin von Podewils vermacht. Der Streit drehte sich um die Frage, was Allod und was zur Herrschaft Lieberose bzw. zum Majorat zu rechnen war. Der Streit endete schließlich 1781 in einem Vergleich. Die Herrschaft Groß Leuthen ging an die Familie der Grafen von Podewils, während die Herrschaft Lieberose der Familie von der Schulenburg verblieb. Auch die Lamsfeldschen Güter verblieben der Familie von der Schulenburg. Es folgte ein neuer Rechtsstreit unter den erbberechtigten Vettern der von der Schulenburg, der erst 1787 endgültig zugunsten des ältesten der Vettern Johann Heinrich aus der Tucheimer Linie entschieden wurde. Johann Heinrich von der Schulenburg war dänischer Generalleutnant. Er nahm die Herrschaft Lieberose 1787 in Besitz. Seine Ehe mit Friederike Luise Gräfin Knut blieb kinderlos und nach seinem Tod 1791 erbte der Sohn seines jüngsten Bruders Achaz Albrecht Ludwig, Dietrich Ernst Otto Albrecht die Lamsfeldschen Gütern (zusammen mit der Herrschaft Lieberose und den weiteren damit verbundenen Gütern).

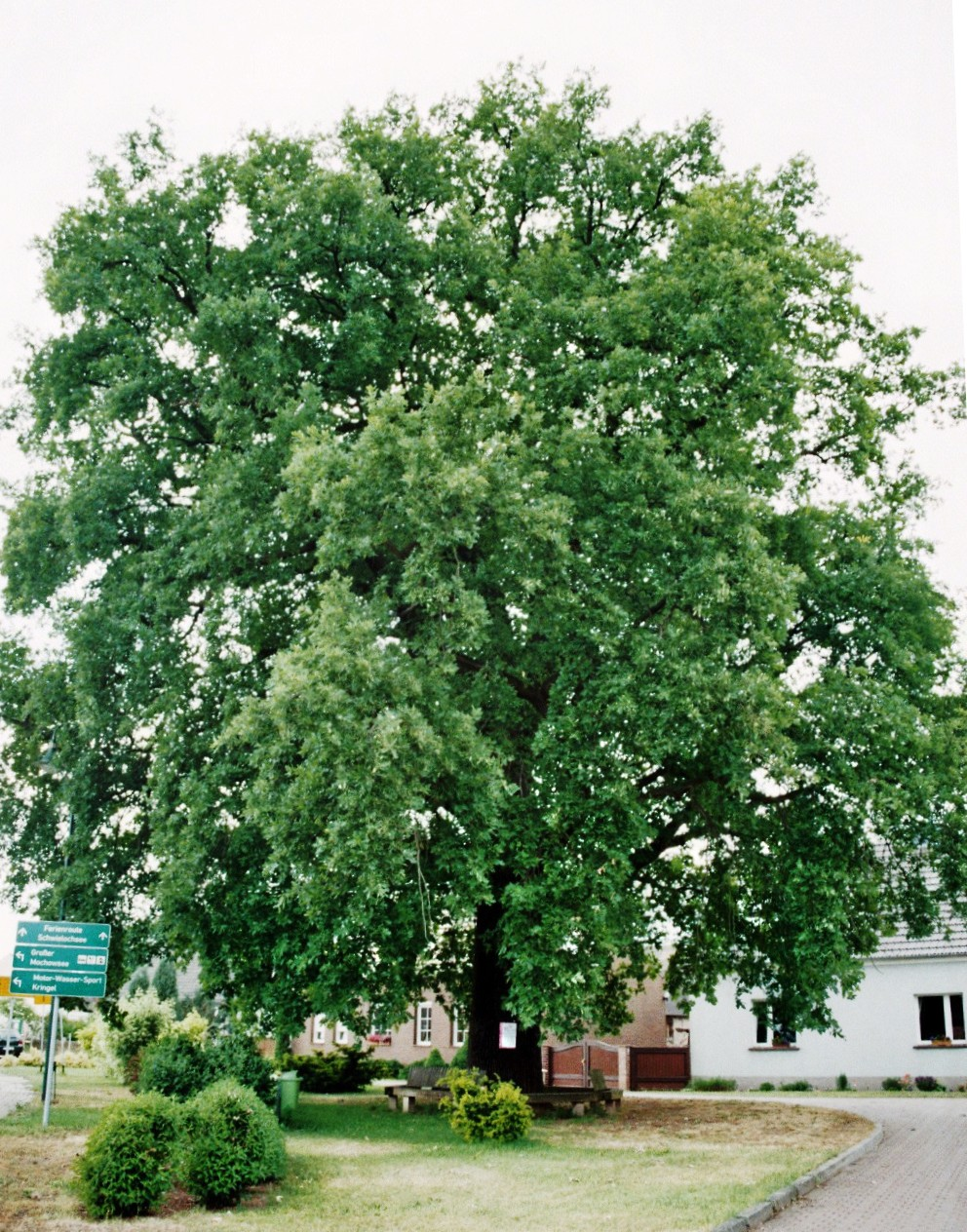
Kaiser-Wilhelm-Eiche in Lamsfeld

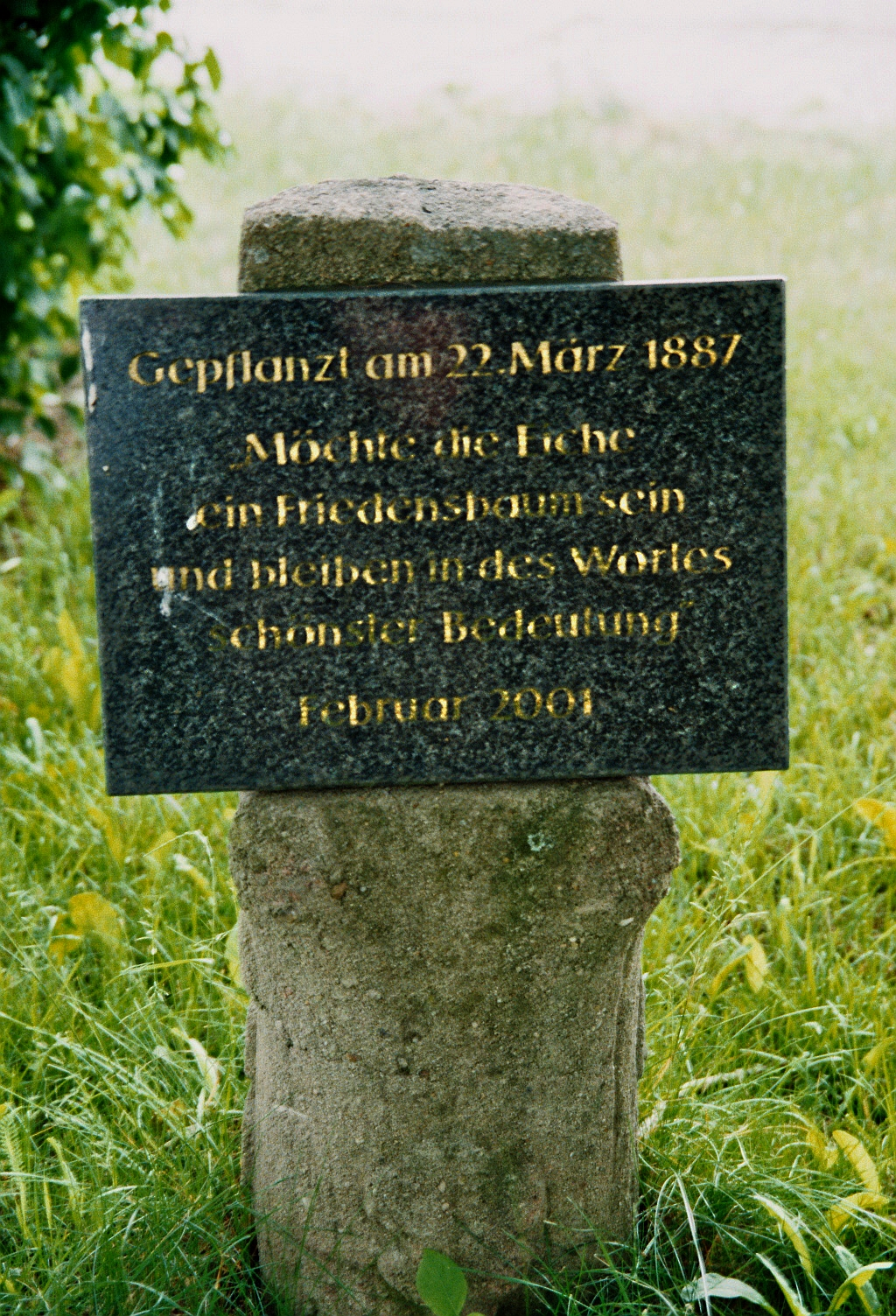
Gedenktafel

Dietrich Ernst Otto Albrecht von der Schulenburg (1756–1831) hatte große finanzielle Probleme und verkaufte daher 1806 die Herrschaft an seinen jüngeren Bruder Friedrich Ferdinand Bernhard Achaz (1772–1747). Dieser wurde 1816 in den erblichen preußischen Grafenstand erhoben. Nach dessen Tod folgte sein Sohn Friedrich Albrecht (1801–1869) nach. 1849 ging die Zivilgerichtsbarkeit über die Landgemeinden an das Kreisgericht Lieberose über. Die Patrimonialgerichtsbarkeit im Gutsbezirk, der aus dem Schloss und seinen Vorwerken geschaffen wurde, blieb aber erhalten. 1853 gehörten zum Gutsbezirk noch Schloss und fünf Vorwerke (Vorwerk am Schloss, Damme, Hollbrunn, Jamlitz und Klein Liebitz), die Abfindungsländereien, die Seen und Teiche, die Forsten (allein über 40.000 Morgen) und die kombinierten Rittergüter Lamsfeld und Trebitz von insgesamt 55.598 Morgen Land. Interessanterweise führt das Topographisch-statistischen Handbuch des Regierungs-Bezirks Frankfurt a. O. aus dem Jahr 1864 Lamsfeld als Rittergut auf, freilich im Besitz des Grafen von der Schulenburg. Dagegen werden Jamlitz, Jessern und Staakow unter der Standesherrschaft Lieberose subsumiert. 1869 starb Friedrich Albrecht von der Schulenburg. Ihm folgte sein Sohn Dietrich Friedrich Joachim Graf von der Schulenburg (1849–1911) nach. Nach dem Generaladressbuch von 1879 wurde das Rittergut Lamsfeld vom Oberamtmann und Amtsvorsteher Püschel verwaltet. 1910 gehörte zur Herrschaft Lieberose bzw. dem Gutsbezirk noch 11.610 ha Land, darunter allein 9.221 ha Wald. Die Größe des Gutsbezirks Lamsfeld gibt das Historische Ortslexikon für 1900 mit 436 ha an. 1911 starb Dietrich von der Schulenburg. Erbe wurde sein jüngerer Bruder Otto (1857–1945). 1929 wurde der Gutsbezirk Lamsfeld mit der Gemeinde Lamsfeld vereinigt. Die weitere Geschichte des Rittergutes ist bisher nicht bekannt.

## Politische Zugehörigkeit
Lamsfeld liegt in der Niederlausitz und verblieb seit der sächsischen Zeit und durch alle Kreisreformen bis zur Wende 1990 bei den sehr unterschiedlichen zugeschnittenen Kreisen, die Lübben genannt wurden. Zum 1. Januar 1974 schlossen sich die Gemeinden Lamsfeld und Groß Liebitz zur neuen Gemeinde Lamsfeld-Groß Liebitz zusammen. 1990 wurde der Kreis Lübben noch in Landkreis Lübben umbenannt. 1992 bildete Lamsfeld-Groß Liebitz zusammen mit 13 anderen Gemeinden und der Stadt Lieberose das Amt Lieberose. 1993 wurde aus dem Kreis Lübben sowie den Kreisen Luckau und Königs Wusterhausen der Landkreis Dahme-Spreewald gebildet. Am 26. Oktober 2003 wurde Lamsfeld-Groß Liebitz mit den bis dahin selbstständigen Gemeinden Goyatz, Jessern, Mochow, Ressen-Zaue und Speichrow zur Gemeinde Schwielochsee zusammengeschlossen. Das Amt Lieberose wurde zeitgleich mit dem Amt Oberspreewald fusioniert und die Gemeinden dem neuen Amt Lieberose/Oberspreewald übertragen.

## Kirchliche Zugehörigkeit
Lamsfeld hat keine Kirche und war soweit bekannt immer zur Wendischen Kirche in Lieberose eingepfarrt. Heute gehört Lamsfeld zur Evangelischen Kirchengemeinde Lieberose und Land im Evangelischen Kirchenkreis Oderland-Spree.

## Freizeit und Tourismus
Lamsfeld besitzt einen Campingplatz am Großen Mochowsee und einen Sportplatz. Westlich der Kesselberge hat sich am Großen Mochowsee eine größere Wochenendsiedlung entwickelt, eine zweite kleinere Siedlung liegt südlich davon (ebenfalls am Großen Mochowsee). Mehrere Pensionen bieten Zimmer und Ferienwohnungen an.

## Belege